# W. W. Norton & Company

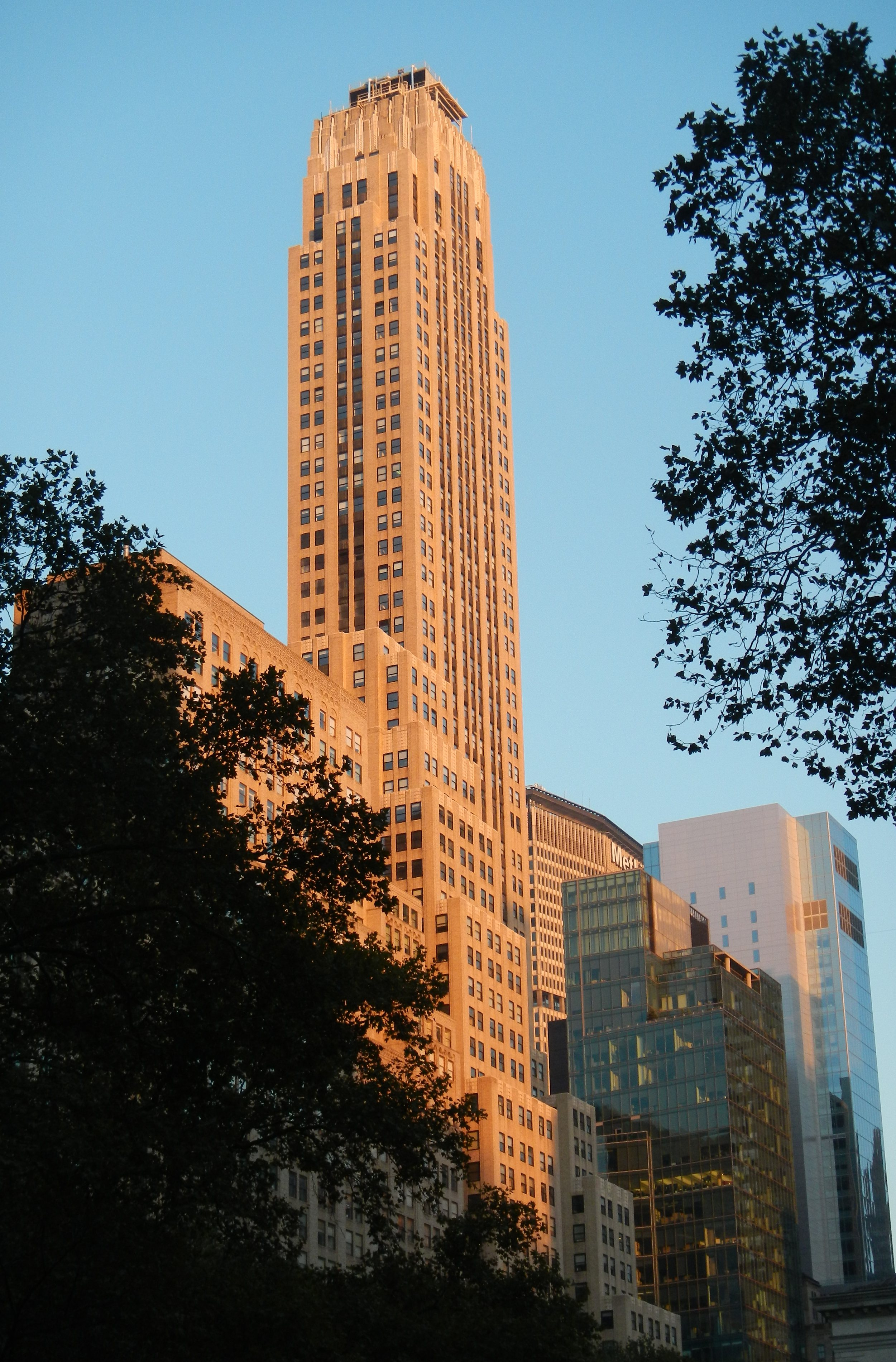
500 Fifth Avenue

W. W. Norton & Company é uma editora americana sediada em Nova Iorque. Ela pertence a seus funcionários desde o início dos anos 60. A empresa é conhecida por suas antologias (particularmente The Norton Anthology of English Literature) e seus textos da série Norton Critical Editions, ambos frequentemente atribuídos a cursos de literatura universitária.

## História
As raízes da empresa datam de 1923, quando William Warder Norton fundou a empresa com sua esposa Mary Dows Herter Norton e se tornou seu primeiro presidente. Na década de 1960, Mary Norton ofereceu a maior parte de suas ações a seus principais editores e gerentes. D. Lunt assumiu o comando em 1945 após a morte de Norton e foi sucedido por George Brockway (1957-1976), Donald S. Lamm (1976-1994), W. Drake McFeely (1994–2017), e Julia A. Reidhead (2017-presente). Reidhead foi vice-presidente e diretor de publicações da divisão Norton College e ex-editor das Norton Anthologies.

## Publicação
W. W. Norton & Company é uma editora de propriedade dos funcionários nos Estados Unidos, que publica ficção, não-ficção, poesia, livros de faculdade, livros de culinária, livros de arte e livros profissionais.

## Séries

### Antologias da Norton
As Antologias da Norton compilam obras canônicas de várias literaturas; talvez a antologia mais conhecida da série seja a Norton Anthology of English Literature, até 2018, em sua 10.ª edição. As Antologias da Norton oferecem notas gerais sobre cada autor, uma introdução geral a cada período da literatura e anotações para todos os textos antologizados.

### Norton Critical Editions
Como os clássicos Oxford World Classics e Penguin Classics, o Norton Critical Editions fornece reimpressões da literatura clássica e, em alguns casos, obras clássicas de não ficção. No entanto, ao contrário das edições mais críticas, todas as edições críticas do Norton fornecem uma seleção de documentos contextuais e ensaios críticos, juntamente com um texto editado. As anotações ao texto são fornecidas como notas de rodapé, e não como notas de fim.

## Autores notáveis
- Dean Acheson
- A. R. Ammons
- Diane Ackerman
- Andrea Barrett
- Vincent Bugliosi
- Kate Brown
- Jared Diamond
- Rita Dove
- John Dower
- Andre Dubus III
- Stephen Dunn
- Erik Erikson
- Eric Foner
- Nadine Gordimer
- Annette Gordon-Reed
- Stephen Greenblatt
- Pekka Hämäläinen
- Seamus Heaney
- Sam Harris
- Carl Jung
- Sebastian Junger
- Nicole Krauss
- Eric Kandel
- Paul Krugman
- Maxine Kumin
- Stanley Kunitz
- Joseph Lash
- Michael Lewis
- William McFeely
- John Matteson
- Edmund Morgan
- Edmund Phelps
- Gustave Reese
- Adrienne Rich
- Mary Roach
- Jonathan Spence
- Joseph Stiglitz
- William Taubman
- Alan Taylor
- Neil deGrasse Tyson
- Harold Varmus
- Isser Woloch
- Sean Wilentz
- Edward O. Wilson
- Fareed Zakaria